# Microstylum villosum
Microstylum villosum là một loài ruồi trong họ Asilidae. Microstylum villosum được Bigot miêu tả năm 1879. Loài này phân bố ở vùng nhiệt đới châu Phi.